# Prix culturel Osamu-Tezuka
Pour l’article homonyme, voir Prix Tezuka.

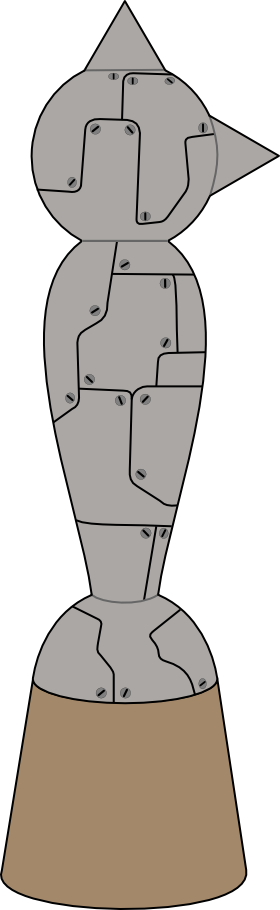
Cela fait référence aux mangas et à la réalité liée à la vie de l'auteur

Le prix culturel Osamu Tezuka (手塚治虫文化賞, Tezuka Osamu bunka shō) désigne une récompense remise annuellement au Japon depuis 1997 à un mangaka par le journal japonais Asahi shinbun.
Le nom du prix fait référence à l'auteur prolifique de manga Osamu Tezuka, surnommé le « Dieu du manga ». Il est en effet considéré comme l'un des pères fondateurs du manga tel que l'on connait de nos jours.
Des auteurs aujourd'hui très en vue et établis ont reçu le prix culturel Tezuka, comme Naoki Urasawa en 1999 avec Monster puis en 2005 avec Pluto (qui est d'ailleurs basé sur l'univers d'Astro, le petit robot un manga d'Osamu Tezuka).
Les catégories du prix sont :
- Grand Prix (マンガ大賞?) : meilleur mangaka, récompensé par 2 000 000 de yens. Il privilégie les mangakas proches de l'approche de Tezuka.
- Prix de l'excellence : second meilleur mangaka, récompensé par 1 000 000 de yens.
- Prix de la nouveauté : meilleur espoir, récompensé par 1 000 000 de yens.
- Prix de l'histoire courte : meilleure histoire courte, récompensée par 1 000 000 de yens.
- Prix spécial, récompensé par 1 000 000 de yens.

## Palmarès

### Années 1990
1997
- Grand prix : Fujiko F. Fujio pour Doraemon
- Prix de l'excellence : Moto Hagio pour Zankoku na kami ga shihai suru (残酷な神が支配する?)
- Prix spécial : Toshio Naiki (ja)  pour la fondation et la gestion de la Bibliothèque Moderne du Manga.
- Nommés : Fujiko F. Fujio pour Doraemon, Moto Hagio pour Zankoku na kami ga shihai suru (残酷な神が支配する?), Minetarō Mochizuki pour Dragon Head, Taiyō Matsumoto pour Ping-pong, King Gonta pour Sōten Kōro (蒼天航路?) et Takayuki Yamaguchi pour Kakugo no Susume (覚悟のススメ?, Apocalypse Zero en anglais).

1998
- Grand prix : Natsuo Sekikawa (ja) et  Jirō Taniguchi pour Au temps de Botchan
- Prix de l'excellence : Yūji Aoki pour Naniwa kin'yūdō (ナニワ金融道?)
- Prix spécial : Shotaro Ishinomori pour ses longues années de contribution au manga.
- Nommés : Natsuo Sekikawa (ja) et Jirō Taniguchi pour Au temps de Botchan, Yūji Aoki pour Naniwa kin'yūdō (ナニワ金融道?), Taiyō Matsumoto pour Ping-pong, King Gonta pour Sōten Kōro (蒼天航路?), Naoki Urasawa pour Monster et Rieko Saibara pour Yunbo-kun (ゆんぼくん?).

1999
- Grand prix : Naoki Urasawa pour Monster
- Prix de l'excellence : Akira Sasō pour Shindō (神童?)
- Prix spécial : Fusanosuke Natsume pour l'excellence de ses critiques de mangas.
- Nommés : Naoki Urasawa pour Monster, Akira Sasō pour Shindō (神童?), Kentarō Miura pour Berserk, Minetarō Mochizuki pour Dragon Head et Kyōko Okazaki pour UNTITLED.

### Années 2000
2000
- Grand prix : Daijirō Morohoshi pour Saiyū Yōenden
- Prix de l'excellence : Minetarō Mochizuki pour Dragon Head
- Prix spécial : Frederik L. Schodt pour ses éminents services à l'introduction du manga dans le reste du monde.
- Nommés : Daijirō Morohoshi pour Saiyū Yōenden, Minetarō Mochizuki pour Dragon Head, Kentarō Miura pour Berserk, Wakako Mizuki pour Itihāsa (イティハーサ?), Hideki Arai pour The World Is Mine et Eiichirō Oda pour One Piece.

2001
- Grand prix : Baku Yumemakura et Reiko Okano (belle-fille de Tezuka) pour Onmyōji (陰陽師?)
- Prix de l'excellence : Kotobuki Shiriagari pour Yajikita in Deep (弥次喜多 in DEEP?)
- Prix spécial : Akira Maruyuma pour son précieux soutien aux artistes de la maison Tokiwa.
- Nommés : Baku Yumemakura et Reiko Okano pour Onmyo-Shi (陰陽師?), Kotobuki Shiriagari pour Yajikita in Deep (弥次喜多 in DEEP?), Takehiko Inoue pour Vagabond, Kentarō Miura pour Berserk, Yumiko Ōshima pour Gū-gū Datte Neko de Aru (グーグーだって猫である?) et Eiichirō Oda pour One Piece.

2002
- Grand prix : Takehiko Inoue pour Vagabond
- Prix de l'excellence : Kentarō Miura pour Berserk
- Nommés : Takehiko Inoue pour Vagabond, Kentarō Miura pour Berserk, Takeshi Obata et Yumi Hotta pour Hikaru no go, Hideki Arai pour The World Is Mine, Reiko Shimizu pour Himitsu -Top Secret- (秘密-トップシークレット-?) et Eiichirō Oda pour One Piece.

2003
- Grand prix : Fumiko Takano pour Kiiroi Hon (黄色い本?)
- Prix de la nouveauté : Takeshi Obata et Yumi Hotta pour Hikaru no go
- Prix de l'histoire courte : Hisaichi Ishii pour Gendai Shisō no Sōnanshātachi (現代思想の遭難者たち?) et d'autres réalisations
- Prix spécial : Shigeru Mizuki pour ses dessins créatifs et ses longues années d'activités.
- Nommés : Fumiko Takano pour Kiiroi Hon (黄色い本?), Shūhō Satō pour Say Hello to Black Jack, Takeshi Obata et Yumi Hotta pour Hikaru no go, Kon Ichiko pour Hyakkiyakōkun (百鬼夜行抄?), Tarō Minamoto pour Fuuunjitachi Bakumatsu Hen (風雲児たち幕末編?), Yumiko Ōshima pour Gū-gū Datte Neko de Aru (グーグーだって猫である?), Saichi Ishii pour Gendai Shisō no Sōnanshātachi (現代思想の遭難者たち?) et Akio Tanaka pour Coq de combat.

2004
- Grand prix : Kyōko Okazaki pour Helter Skelter
- Prix de la nouveauté : Takashi Morimoto pour Naniwadora Ihon (難波鉦異本?)
- Prix de l'histoire courte : Risu Akizuki pour OL Shinkaron (OL進化論?) et d'autres réalisations
- Prix spécial : Tarō Minamoto pour son travail pionnier sur les mangas historiques et sa contribution à la culture manga.
- Nommés : Shūhō Satō pour Say Hello to Black Jack, Kyōko Okazaki pour Helter Skelter, Ai Yazawa pour Nana, Takashi Morimoto pour Naniwadora Ihon (難波鉦異本?), Tarō Minamoto pour Fuuunjitachi Bakumatsu Hen (風雲児たち幕末編?), Satoshi Fukushima pour Shōnen Shōjo (少年少女?), Hiromu Arakawa pour Fullmetal Alchemist, Chika Umino pour Hachimitsu to clover, Ryōko Yamagishi pour Maihime Τερψιχόρα et Yamato Suzuki pour Manga Kikou Oku no Hosomichi (まんが紀行奥の細道?).
- Shūhō Satō a reçu le plus de voix avec Say Hello to Black Jack, mais a refusé la nomination.

2005
- Grand prix : Naoki Urasawa pour Pluto
- Prix de la nouveauté : Fumiyo Kōno pour Le Pays des cerisiers
- Prix de l'histoire courte : Rieko Saibara pour Jōkyō Monogatari (上京ものがたり?) et Mainichi Kasan (毎日かあさん?, Everyday Mum en anglais)
- Prix spécial : Le Musée de Kawasaki pour sa collection de manga de la période Edo à l'heure actuelle, et ses expositions.
- Nommés : Naoki Urasawa pour Pluto, Hitoshi Iwaaki pour Historiē, Yōko Kondō pour Mizukagami Kitan (水鏡奇譚?), Tomoko Ninomiya pour Nodame Cantabile, Ryōko Yamagishi pour Maihime Τερψιχόρα, Fumiyo Kōno pour Le pays des cerisiers, Tobira Oda pour Danchi Tomō (団地ともお?), Kon Ichiko pour Hyakkiyakōkun (百鬼夜行抄?) et Takehiko Inoue pour Real.

2006
- Grand prix : Hideo Azuma pour Journal d'une disparition
- Prix de la nouveauté : Asa Higuchi pour Ōkiku Furikabutte
- Prix de l'histoire courte : Risa Itō pour Onna Īpiki Neko Futari (女いっぴき猫ふたり?) et d'autres réalisations
- Prix spécial : Kousei Ono pour ses longues années d'introduction du manga à l'étranger en tant que commentateur.
- Nommés : Hideo Azuma pour Journal d'une disparition, Tomoko Ninomiya pour Nodame Cantabile, Ai Yazawa pour Nana, Moyoko Anno pour Hataraki Man (働きマン?), Hitoshi Iwaaki pour Historiē, Masayuki Ishikawa pour Moyashimon, Akimi Yoshida pour Eve no Nemuri (イヴの眠り?), Ton Ōkawara pour Ōsama no Shitateya (王様の仕立て屋?), Tobira Oda pour Danchi Tomō (団地ともお?), Takehiko Inoue pour Real et Daisuke Igarashi pour Little Forest (リトル・フォレスト?).

2007
- Grand prix : Ryōko Yamagishi pour Maihime Τερψιχόρα
- Prix de la nouveauté : Nobuhisa Nozoe, Kyojin Ōnishi et Kazuhiro Iwata pour Shinsei Kigeki (神聖喜劇?)
- Prix de l'histoire courte : Hiromi Morishita pour Ōsaka Hamlet (大阪ハムレット?)
- Nommés : Ryoko Yamagishi pour Maihime Τερψιχόρα, Tomoko Ninomiya pour Nodame Cantabile, Hiromi Morishita pour Ōsaka Hamlet (大阪ハムレット?), Masayuki Ishikawa pour Moyashimon, Yoshiro Yamada pour Hyōge mono, Fumi Yoshinaga pour Le Pavillon des hommes, Takeshi Obata et Tsugumi Ōba pour Death Note, Tobira Oda pour Danchi Tomō (団地ともお?) et Yū Itō et Daisuke Satō pour Kōkoku no Shōgosha (皇国の守護者?)[1].

2008
Les gagnants du 12e Prix culturel Osamu Tezuka sont :
- Grand prix : Masayuki Ishikawa pour Moyasimon
- Prix de la nouveauté : Toranosuke Shimada pour Träumerei (トロイメライ?)
- Prix de l'histoire courte : Yumiko Ōshima pour Gū-gū Datte Neko de Aru (グーグーだって猫である?)
- Prix spécial : Institut International de la Littérature pour Enfants, préfecture d'Ōsaka.
- Nommés : Masayuki Ishikawa pour Moyashimon, Akimi Yoshida pour Umimachi Diary (海街diary?), Fumi Yoshinaga pour Le Pavillon des hommes, Naoki Yamamoto pour Red (レッド?), Yokusaru Shibata pour Hachi Wan Daibā (ハチワンダイバー?, 81driver en anglais), Ai Yazawa pour Nana, Shōhei Manabe pour Yami Kin Ushijima-kun (闇金ウシジマくん?), Yoshito Asari pour Rukuruku (るくるく?), Daisuke Igarashi pour Kaijū no Kodomo (海獣の子供, Children of the Sea en anglais?) et Kiyohiko Azuma pour Yotsuba & ![3].

2009
Les gagnants du 13e Prix culturel Osamu Tezuka sont :
- Grand prix : Yoshihiro Tatsumi pour Une vie dans les marges ainsi que Fumi Yoshinaga pour Le Pavillon des hommes
- Prix de la nouveauté : Suehiro Maruo pour L'île Panorama
- Prix de l'histoire courte : Nakamura Hikaru pour Les Vacances de Jésus et Bouddha
- Nommés : Akimi Yoshida pour Umimachi Diary (海街diary?), Fumi Yoshinaga pour Le Pavillon des hommes, Fusako Kuramochi pour Eki Kara 5 Fun (駅から5分?), Yoshihiro Tatsumi pour Gekiga Hyōryū (劇画漂流?), Akira Sasō pour Maestro (マエストロ?), Daisuke Igarashi pour Kaijū no Kodomo (海獣の子供, Children of the Sea en anglais?) et Hikaru Nakamura pour Les Vacances de Jésus et Bouddha[5].

### Années 2010
2010
Les gagnants du 14e Prix culturel Osamu Tezuka sont :
- Grand prix : Yoshiro Yamada pour Hyōge mono (へうげもの?)
- Prix de la nouveauté : Haruko Ichikawa pour Mushi to Uta (虫と歌?)
- Prix de l'histoire courte : Mari Yamazaki pour Thermae Romae (テルマエ・ロマエ?)
- Prix spécial : Yoshihiro Yonezawa pour la réalisation d'un large éventail de collecte de données et de commentaires sur les mangas.
- Nommés : Miyake Rantake pour Imuri (イムリ?), Mikio Igarashi pour Kamuro ba Mura he (かむろば村へ?), Fumiyo Kōno pour Kono Sekai no Katasumi ni (この世界の片隅に?), Akiko Azumamura pour Himawarī -Kenichi Rejendo- (ひまわりっ～健一レジェンド?), Hēgemono (へうげもの?), Haruko Ichikawa pour Mushi to Uta (虫と歌?), Mari Yamazaki pour Thermae Romae (テルマエ・ロマエ?) et Shōhei Manabe pour Yami Kin Ushijima-kun (闇金ウシジマくん?)[7].

2011
Les gagnants du 15e Prix culturel Osamu Tezuka sont :
- Grand prix : Motoka Murakami pour Jin et Taiyō Matsumoto pour Le Samouraï bambou
- Prix de la nouveauté : Hiromu Arakawa pour Fullmetal Alchemist
- Prix de l'histoire courte : Keisuke Yamashina pour C-kyu Salaryman Koza
- Nommés : Yōko Kondō pour Ōma ga Hashi, Takayuki Yamaguchi pour Shigurui, Motoka Murakami pour Jin, Issei Eifuku pour Takemitsuzamurai, Tatsuhiko Yamagami pour Chūshun Komawari-kun, Makoto Kubota pour Tentai Senshi Sunred, Hiromu Arakawa pour Fullmetal Alchemist, Ami Sugimoto pour Fantasium[9].

2012
Les gagnants du 16e Prix culturel Osamu Tezuka sont :
- Grand prix : Hitoshi Iwaaki pour Historiē (ヒストリエ?)
- Prix  de la nouveauté : Yū Itō pour Shut Hell (シュトヘル?)
- Prix de l'histoire courte : Roswell Hosoki pour Sake no Hosomichi (酒のほそ道?)
- Prix spécial : Le numéro 16 de la revue Weekly Shōnen Jump de l'année 2011 (le prix est reversé par l'association des éditeurs japonais de manga pour aider l'effort de reconstruction après le grand tremblement de terre de 2011).
- Nommés : Mikio Igarashi pour I, Kotobuki Shiriagari pour Ano Hi Kara no Manga, Chica Umino pour Sangatsu no Lion, Hajime Isayama pour L'Attaque des Titans, Yuki Suetsugu pour Chihayafuru , Hitoshi Iwaaki pour Historiē[11].

2013
Les gagnants du 17e Prix culturel Osamu Tezuka sont :
- Grand prix : Yasuhisa Hara pour Kingdom (キングダム?)
- Prix de la nouveauté : Miki Yamamoto pour Sunny Sunny Ann (サニー・サニー・アン?)
- Prix de l'histoire courte : Yoshie Gôda pour Kikaijikake no Ai (機械仕掛けの愛?)
- Nommés : Mikio Igarashi pour I, Yasuhisa Hara pour Kingdom, Chica Umino pour Sangatsu no Lion, Hiromu Arakawa pour Silver Spoon, Haruko Kumota pour Shôwa Genroku Rakugo Shinjû, Rensuke Oshikiri pour Hi Score Girl, Mikio Igarashi et Tatsuhiko Yamagami pour Hitsuji no Ki[13].

2014
Les gagnants du 18e Prix culturel Osamu Tezuka sont :
- Grand prix : Chica Umino pour Sangatsu no Lion (3月のライオン?)
- Nommés : Mikio Igarashi pour I, Fujiko Fujio A pour Ai… Shirisomeshi Koro ni…, Hiromu Arakawa pour Silver Spoon, Chica Umino pour Sangatsu no Lion, Setona Mizushiro pour Heartbroken Chocolatier, Hajime Isayama pour L'Attaque des Titans, Makoto Raiku pour Animal Kingdom, Tatsuhiko Yamagami et Mikio Igarashi pour Hitsuji no Ki, Nao Iwamoto pour Machi de Uwasa no Tengu no Ko, Machiko Kyō pour Mitsuami no Kami-sama[15].

2015
Les gagnants du 19e Prix culturel Osamu Tezuka sont :
- Grand Prix : Yoriko Hoshi pour Aizawa Riku
- Prix de la nouveauté : Yoshitoki Ōima pour A Silent Voice
- Prix de l'histoire courte : Sensha Yoshida pour Okayu Neko
- Prix spécial : Chikako Mitsuhashi pour Chīsana Koi no Monogatari
- Nommés : Yoriko Hoshi pour Aizawa Riku, Kazuhiko Shimamoto pour Aoi honō, Yūsei Matsui pour Assassination Classroom, Hiromu Arakawa pour Silver Spoon, Yoshitoki Ōima pour A Silent Voice, Yōko Kondō et Yasumi Tsuhara pour Goshoku no Fune, Jōkura Cozy pour Chaser, Masashi Kishimoto pour Naruto, Hajime Toda pour Heisei Uro Chiboe Zōshi[17].

2016
Les gagnants du 20e Prix culturel Osamu Tezuka sont :
- Grand Prix : Kei Ichinoseki pour Hanagami Sharaku et Kiyohiko Azuma pour Yotsuba & !
- Prix de la nouveauté : Yuki Andō pour Machida-kun no sekai
- Prix de l'histoire courte : Tatsuya Nakazaki pour Jimihen
- Prix spécial : Musée international du manga de Kyoto pour ses 10 ans, en qualité de reconnaissance pour sa contribution à la culture du manga
- Nommés : Ichigo Takano pour Orange, Satoru Noda pour Golden Kamui, Jiro Taniguchi et Masayuki Kusumi pour Le Gourmet solitaire, Yuki Suetsugu pour Chihayafuru, Kan Takahama pour Cho-no-Michiyuki, Kei Ichinoseki pour Hanagami Sharaku, Kiyohiko Azuma pour Yotsuba & ![19].

2017
Les gagnants du 21e Prix culturel Osamu Tezuka sont :
- Grand Prix : Fusako Kuramochi pour Hana ni Somu
- Prix de la nouveauté : Haruko Kumota pour Shōwa Genroku rakugo shinjū
- Prix de l'histoire courte : Kahoru Fukaya pour Yomawari Neko
- Prix spécial : Osamu Akimoto pour Kochira Katsushika-ku Kameari Kōen-mae Hashutsujo

2018
- Grand Prix : Satoru Noda pour Golden Kamui
- Prix de la nouveauté : Paru Itagaki pour Beastars
- Prix de l'histoire courte : Taro Yabe pour Oya-san to Boku
- Prix spécial : Tetsuya Chiba pour Ashita no Joe

2019
- Grand Prix : Shinobu Arima pour Jitterbug The Forties
- Prix de la nouveauté : Sansuke Yamada pour Sengo
- Prix de l'histoire courte : Ken Koyama pour Little Miss P
- Prix spécial : Takao Saito pour Golgo 13 à l'occasion du 50e anniversaire de la série

### Années 2020
2020
- Grand Prix : Kan Takahama pour La Lanterne de Nyx[21]
- Prix de la nouveauté : Rettō Tajima pour Mizu wa Umi ni Mukatte Nagareru
- Prix de l'histoire courte : Yama Wayama pour Captived by you
- Prix spécial : Machiko Hasegawa pour Sazae-san à l'occasion de ce qui aurait été le 100e anniversaire de l'autrice

2021
- Grand Prix : Kazumi Yamashita pour Land[22]
- Prix de la nouveauté : Yamada Kanehito / Abe Tsukasa pour Frieren
- Prix de l'histoire courte : Hiroko Nobara pour Kieta Mama Tomo et Tsuma wa Kuchi o Kiite Kuremasen
- Prix spécial : Koyoharu Gotōge pour Demon Slayer pour avoir créé un mouvement social autour de la série

2022
- Grand Prix : Uoto pour Du mouvement de la Terre[23]
- Prix de la nouveauté : Natsuko Taniguchi pour Kyōshitsu no Katasumi de Seishun wa Hajimaru et Konya Sukiyaki da yo
- Prix de l'histoire courte : Izumi Okaya pour Ii Toshi o et Hakumokuren wa Kirei ni Chiranai

2023
- Grand Prix : Kiwa Irie pour Yuria-sensei no akai ito[24]
- Prix de la nouveauté : Ganpu pour Danchōtei Nichijō
- Prix de l'histoire courte : Ebine Yamaji pour Onna no Ko ga Iru Basho wa
- Prix spécial : Kazuo Umezu pour Zoku Shingo: Chiisana Robot Shingo Bijutsukan

2024
- Grand Prix : Mari Yamazaki et Miki Tori pour Pline[25]
- Prix de la nouveauté : Akihito Sakaue pour Kanda Gokura-chō Shokunin-Banashi (en)
- Prix de l'histoire courte : Miri Masuda pour Tsuyukusa Natsuko no Isshō
- Prix spécial : COMITIA (en) pour sa contribution à la diffusion du manga.